# Grande Prêmio da Malásia de 2007
Resultados do Grande Prêmio da Malásia de Fórmula 1 realizado em Sepang em 8 de abril de 2007. Segunda etapa do campeonato, foi vencido pelo espanhol Fernando Alonso, que subiu ao pódio junto a Lewis Hamilton, numa dobradinha da McLaren-Mercedes, com Kimi Räikkönen em terceiro pela Ferrari.

## Classificação da prova

### Treinos classificatórios
| Pos.   | Nº | Piloto               | Equipe             | Q1       | Q2       | Q3       | Grid | Notas      |
| ------ | -- | -------------------- | ------------------ | -------- | -------- | -------- | ---- | ---------- |
| 1      | 5  | Felipe Massa         | Ferrari            | 1:35.340 | 1:34.454 | 1:35.043 | 1    |            |
| 2      | 1  | Fernando Alonso      | McLaren-Mercedes   | 1:34.942 | 1:34.057 | 1:35.310 | 2    |            |
| 3      | 6  | Kimi Räikkönen       | Ferrari            | 1:35.138 | 1:34.687 | 1:35.479 | 3    |            |
| 4      | 2  | Lewis Hamilton       | McLaren-Mercedes   | 1:35.028 | 1:34.650 | 1:36.045 | 4    |            |
| 5      | 9  | Nick Heidfeld        | BMW Sauber         | 1:35.617 | 1:35.203 | 1:36.543 | 5    |            |
| 6      | 16 | Nico Rosberg         | Williams-Toyota    | 1:35.755 | 1:35.380 | 1:36.829 | 6    |            |
| 7      | 10 | Robert Kubica        | BMW Sauber         | 1:35.294 | 1:34.739 | 1:36.839 | 7    |            |
| 8      | 12 | Jarno Trulli         | Toyota             | 1:35.666 | 1:35.255 | 1:36.902 | 8    |            |
| 9      | 11 | Ralf Schumacher      | Toyota             | 1:35.736 | 1:35.595 | 1:37.078 | 9    |            |
| 10     | 15 | Mark Webber          | Red Bull-Renault   | 1:35.727 | 1:35.579 | 1:37.345 | 10   |            |
| 11     | 4  | Heikki Kovalainen    | Renault            | 1:36.092 | 1:35.630 |          | 11   |            |
| 12     | 3  | Giancarlo Fisichella | Renault            | 1:35.879 | 1:35.706 |          | 12   |            |
| 13     | 14 | David Coulthard      | Red Bull-Renault   | 1:35.730 | 1:35.766 |          | 13   |            |
| 14     | 22 | Takuma Sato          | Super Aguri-Honda  | 1:36.430 | 1:35.945 |          | 14   |            |
| 15     | 7  | Jenson Button        | Honda              | 1:35.913 | 1:36.088 |          | 15   |            |
| 16     | 18 | Vitantonio Liuzzi    | Toro Rosso-Ferrari | 1:36.140 | 1:36.145 |          | 16   |            |
| 17     | 19 | Scott Speed          | Toro Rosso-Ferrari | 1:36.578 |          |          | 17   |            |
| 18     | 23 | Anthony Davidson     | Super Aguri-Honda  | 1:36.816 |          |          | 18   |            |
| 19     | 8  | Rubens Barrichello   | Honda              | 1:36.827 |          |          | 22   | [ nota 2 ] |
| 20     | 17 | Alexander Wurz       | Williams-Toyota    | 1:37.326 |          |          | 19   |            |
| 21     | 21 | Christijan Albers    | Spyker-Ferrari     | 1:38.279 |          |          | 20   |            |
| 22     | 20 | Adrian Sutil         | Spyker-Ferrari     | 1:38.415 |          |          | 21   |            |
| Fonteː |    |                      |                    |          |          |          |      |            |

### Corrida
| Pos.   | Nº | Piloto               | Construtor         | Voltas | Tempo/Diferença  | Grid | Pontos |
| ------ | -- | -------------------- | ------------------ | ------ | ---------------- | ---- | ------ |
| 1      | 1  | Fernando Alonso      | McLaren-Mercedes   | 56     | 1:32:14.930      | 2    | 10     |
| 2      | 2  | Lewis Hamilton       | McLaren-Mercedes   | 56     | + 17.557         | 4    | 8      |
| 3      | 6  | Kimi Räikkönen       | Ferrari            | 56     | + 18.339         | 3    | 6      |
| 4      | 9  | Nick Heidfeld        | BMW Sauber         | 56     | + 33.777         | 5    | 5      |
| 5      | 5  | Felipe Massa         | Ferrari            | 56     | + 36.705         | 1    | 4      |
| 6      | 3  | Giancarlo Fisichella | Renault            | 56     | + 1:05.638       | 12   | 3      |
| 7      | 12 | Jarno Trulli         | Toyota             | 56     | + 1:10.132       | 8    | 2      |
| 8      | 4  | Heikki Kovalainen    | Renault            | 56     | + 1:12.015       | 11   | 1      |
| 9      | 17 | Alexander Wurz       | Williams-Toyota    | 56     | + 1:29.924       | 19   |        |
| 10     | 15 | Mark Webber          | Red Bull-Renault   | 56     | + 1:33.556       | 10   |        |
| 11     | 8  | Rubens Barrichello   | Honda              | 55     | + 1 volta        | 22   |        |
| 12     | 7  | Jenson Button        | Honda              | 55     | + 1 volta        | 15   |        |
| 13     | 22 | Takuma Sato          | Super Aguri-Honda  | 55     | + 1 volta        | 14   |        |
| 14     | 19 | Scott Speed          | Toro Rosso-Ferrari | 55     | + 1 volta        | 17   |        |
| 15     | 11 | Ralf Schumacher      | Toyota             | 55     | + 1 volta        | 9    |        |
| 16     | 23 | Anthony Davidson     | Super Aguri-Honda  | 55     | + 1 volta        | 18   |        |
| 17     | 18 | Vitantonio Liuzzi    | Toro Rosso-Ferrari | 55     | + 1 volta        | 16   |        |
| 18     | 10 | Robert Kubica        | BMW Sauber         | 55     | + 1 volta        | 7    |        |
| Ret    | 16 | Nico Rosberg         | Williams-Toyota    | 42     | Vazamento d'água | 6    |        |
| Ret    | 14 | David Coulthard      | Red Bull-Renault   | 36     | Freios           | 13   |        |
| Ret    | 21 | Christijan Albers    | Spyker-Ferrari     | 7      | Motor            | 20   |        |
| Ret    | 20 | Adrian Sutil         | Spyker-Ferrari     | 0      | Colisão          | 21   |        |
| Fonte: |    |                      |                    |        |                  |      |        |

## Tabela do campeonato após a corrida
| Pos.   | Piloto               | Pontos |
| ------ | -------------------- | ------ |
| 1      | Fernando Alonso      | 18     |
| 2      | Kimi Räikkönen       | 16     |
| 3      | Lewis Hamilton       | 14     |
| 4      | Nick Heidfeld        | 10     |
| 5      | Giancarlo Fisichella | 7      |
| Fonte: |                      |        |

| Pos.   | Construtor       | Pontos |
| ------ | ---------------- | ------ |
| 1      | McLaren–Mercedes | 32     |
| 2      | Ferrari          | 23     |
| 3      | BMW Sauber       | 10     |
| 4      | Renault          | 8      |
| 5      | Toyota           | 3      |
| Fonte: |                  |        |

- Nota: Somente as primeiras cinco posições estão listadas.